# Шарже-ле-Гре
Шарже́-ле-Гре (фр. Chargey-lès-Gray) — коммуна во Франции, находится в регионе Франш-Конте. Департамент — Верхняя Сона. Входит в состав кантона Отре-ле-Гре. Округ коммуны — Везуль.
Код INSEE коммуны — 70132.

## География
Коммуна расположена приблизительно в 290 км к юго-востоку от Парижа, в 45 км северо-западнее Безансона, в 50 км к западу от Везуля.
По территории коммуны протекает небольшая река Экулот.

## Население
Население коммуны на 2010 год составляло 714 человек.
| 1962 | 1968 | 1975 | 1982 | 1990 | 1999 | 2010 |
| ---- | ---- | ---- | ---- | ---- | ---- | ---- |
| 470  | 514  | 513  | 609  | 604  | 615  | 714  |

## Администрация
| Период | Период | Фамилия      | Партия | Примечания |
| ------ | ------ | ------------ | ------ | ---------- |
| 2001   | 2008   | Пьер Бернар  |        |            |
| 2008   | 2014   | Патрис Лавуа |        |            |

## Экономика

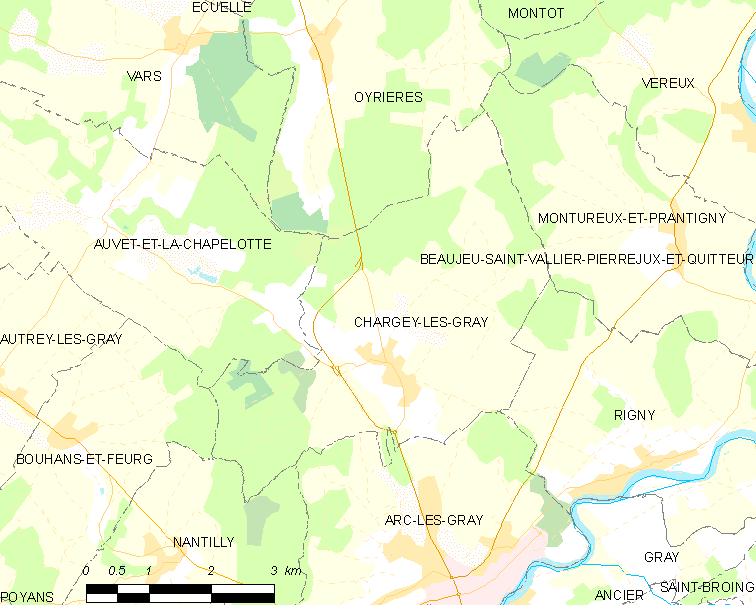
Карта коммуны

В 2010 году среди 464 человек трудоспособного возраста (15—64 лет) 337 были экономически активными, 127 — неактивными (показатель активности — 72,6 %, в 1999 году было 73,3 %). Из 337 активных жителей работали 316 человек (176 мужчин и 140 женщин), безработных было 21 (12 мужчин и 9 женщин). Среди 127 неактивных 56 человек были учениками или студентами, 49 — пенсионерами, 22 были неактивными по другим причинам.